# Platyoides quinquedentatus
Espèce
Platyoides quinquedentatus est une espèce d'araignées aranéomorphes de la famille des Trochanteriidae.

## Distribution
Cette espèce est endémique du Cap-Occidental en Afrique du Sud,.

## Description
La femelle décrite par Platnick en 1985 mesure 10,30 mm.

## Publication originale
- Purcell, 1907 : New South African spiders of the family Drassidae in the collection of the South African Museum. Annals and Magazine of Natural History, sér. 7, vol. 20, p. 297-336 (texte intégral).